# Distrito de Grigoriópol
El distrito de Grigoriópol (en rumano: Raionul Grigoriopol; en ruso: Григориопольский район, romanizado: Grigoriopol'skiy rayon; en ucraniano: Григоріопольський район, romanizado: Hryhoriopolʹsʹkyy rayon) es un distrito ubicada en el centro de la parcialmente reconocida República de Transnistria, con capital en Grigoriópol, aunque de iure pertenece a la República Autónoma de Transnistria como parte de Moldavia. Es el distrito ubicado en el centro de Transnistria, entre el distrito de Dubăsari y el distrito de Slobozia.   

## Geografía
El distrito de Grigoriópol se encuentra entre el distrito de Criuleni del resto de Moldavia, así como los raión de Rozdilna del óblast de Odesa en Ucrania.    

### Clima
El clima es continental templado y la precipitación media anual es de 450 mm.   

## Historia
El distrito de Grigoriópol se formó el 12 de octubre de 1924 como parte de la RASS de Moldavia, dentro de la RSS de Ucrania. El 2 de agosto de 1940, la región pasó a formar parte de la RSS de Moldavia como un área de subordinación republicana directa, que no forma parte de los distritos de la república.
En 1941-1944, la región estaba bajo ocupación rumana y formaba parte de la gobernación de Transnistria.
Desde el 31 de enero de 1952 hasta el 15 de junio de 1953, el distrito de Grigoriópol, junto con otros distritos, formó parte del distrito de Tiraspol. Después de la liquidación de la división del distrito, el distrito pasó nuevamente a la subordinación directa. En 1958, debido a la ampliación de las regiones de Moldavia, la región se disolvió, parte de los asentamientos, incluido Grigoriópol, fueron al distrito de Dubăsari y parte a la región de Tiraspol. 
El distrito de Grigoriópol fue restaurada por decreto del Presidium del Consejo Supremo de la RSS de Moldavia del 21 de junio de 1971. Incluía los consejos de las aldeas de Hîrtop, Delacău, Carmanova, Colosova y Șipca del distrito de Dubăsari, así como los consejos de las aldeas de Butor, Crasnogorca, Mălăiești, Tașlîc y Teiu del distrito de Tiraspol. El área del distrito en ese momento era de 821 km², y la población era de 49,6 mil personas.

## División administrativa
El municipio consta de 14 comunidades administrativas con un total de 31 aldeas. Entre ellas hay una ciudad, Grigoriópol.
Entre las 31 comunidades del rayón de Grigoriópol se encuentran: Bîcioc, Butor, Carmanova, Colosova, Crasnaia Gorca, Delacău, Hîrtop, Hlinaia, Maiac, Mălăiești, Speia, Șipca, Tașlîc, Teiu o Vinogradnoe.
Todos las comunidades del distrito se encuentran en el lado izquierdo o oriental del río Dniéster.

## Demografía
La población en el distrito de Grigoriópol se ha visto reducida en 10.000 personas (20%) desde la caída de la Unión Soviética.
| Distrito de Grigoriópol | - | - | - | - | - | - | - | -      | 48 000 | 43 410 | 38 694 |
| Ciudad de Grigoriópol   | - | - | - | - | - | - | - | 11 712 | 11 473 | 9381   | -      |

En cuanto a la composición étnica de la población, se trata de un municipio donde la mayoría de la población son moldavos (65%), seguidos por los rusos (17%) y ucranianos (15%).
|              | 1939      | 1939       | 2004      | 2004       |
| Grupo étnico | Población | Porcentaje | Población | Porcentaje |
| ------------ | --------- | ---------- | --------- | ---------- |
| Moldavos     | 17 738    | 47,97%     | 31 085    | 64,76%     |
| Rusos        | 4663      | 12,62%     | 8333      | 17,36%     |
| Ucranianos   | 6550      | 17,72%     | 7332      | 15,28%     |
| Polacos      | 30        | 0,08%      | 100       | 0,21%      |
| Bielorrusos  | -         | -          | 187       | 0,39%      |
| Búlgaros     | 52        | 0,14%      | 240       | 0,50%      |
| Judíos       | 695       | 1,88%      | 26        | 0,05%      |
| Alemanes     | 6995      | 18,92%     | 327       | 0,68%      |
| Gagaúzos     | -         | -          | 123       | 0,26%      |
| Otros        | 251       | 0,68%      | 214       | 0,45%      |
| Total        | 36 974    | 100%       | 48 000    | 100%       |

La división de la población en municipios es la siguiente:
|                                | 2004       | 2004       | 2004       | 2004       | 2004         | 2004      |
|                                | Moldavos   | Rusos      | Ucranianos | Búlgaros   | Otros grupos | Total     |
| Población                      | Porcentaje | Porcentaje | Porcentaje | Porcentaje | Porcentaje   | Población |
| ------------------------------ | ---------- | ---------- | ---------- | ---------- | ------------ | --------- |
| Grigoriópol                    | 50,8 %     | 29,6%      | 16,3%      | 0,6%       | 2,8%         | 10 252    |
| Mălăiești                      | 97,2%      | 1,3%       | 1,1%       | 0,1%       | 0,4%         | 5243      |
| Crasnaia Gorca                 | 70,6 %     | 15,1%      | 11,5%      | 0,6%       | 2,3%         | 4821      |
| Tașlîc                         | 98,1%      | 1,3%       | 0,2%       | 0,1%       | 0,2%         | 3224      |
| Butor                          | 98,1%      | 0,9%       | 0,7%       | 0,1%       | 0,2%         | 3042      |
| Hlinaia                        | 26,8%      | 31,6%      | 34,5%      | 1,4%       | 5,6%         | 2718      |
| Speia                          | 96,5%      | 1,5%       | 0,7%       | 0,2%       | 1,1%         | 2679      |
| Șipca                          | 29,5%      | 5,1%       | 64,1%      | -          | 1,3 %        | 2203      |
| Teiu                           | 98,5%      | 0,8%       | 0,2%       | 0,1%       | 0,5%         | 1928      |
| Carmanova                      | 23,1%      | 22,1%      | 48,3%      | 1,1%       | 5,4%         | 1898      |
| Tocmagiu                       | 98,8%      | 0,7%       | 0,1%       | 0,1%       | 0,2%         | 1675      |
| Delacău                        | 91,1%      | 4,7%       | 3,0%       | 0,2%       | 1,0%         | 1294      |
| Maiac/Mayak                    | 28,7%      | 19,6%      | 47,7%      | 0,5%       | 3,5%         | 1221      |
| Crasnogorca                    | 26,2%      | 14,4%      | 57,1%      | 0,7%       | 1,6%         | 1173      |
| Bîcioc                         | 12,0%      | 67,4%      | 15,1%      | 3,6%       | 1,8%         | 1151      |
| Colosova                       | 21,9%      | 19,4%      | 46,5%      | 0,6%       | 11,6%        | 809       |
| Hîrtop                         | 63,1%      | 8,3%       | 27,7%      | 0,5%       | 0,4%         | 773       |
| Vinogradnoe                    | 27,0%      | 23,4%      | 43,8%      | 0,5%       | 5,4%         | 653       |
| Novovladimirovca               | 12,9%      | 81,5%      | 4,8%       | -          | 0,7%         | 271       |
| Crasnoe                        | 67,6%      | 16,8%      | 12,2%      | -          | 3,4%         | 238       |
| Cotovca                        | 36,2%      | 27,0%      | 29,9%      | 3,4 %      | 3,4%         | 174       |
| Mocearovca                     | 26,2%      | 4,3%       | 67,7%      | -          | 1,8%         | 164       |
| Cernița                        | 26,4%      | 20,7%      | 52,9%      | -          | -            | 121       |
| Vesioloe                       | 14,4%      | 6,7%       | 73,3%      | -          | 5,6%         | 90        |
| India                          | 93,3%      | 3,3%       | 3,3%       | -          | -            | 60        |
| Crasnaia Besarabia             | 26,8 %     | 12,2 %     | 46,3%      | -          | 14,6%        | 41        |
| Pobeda                         | 43,2%      | -          | 54,1%      | -          | 2,7%         | 37        |
| Fedoseevca                     | 28,6%      | 14,3%      | 57,1%      | -          | -            | 21        |
| Marian                         | 95,0%      | -          | 5,0%       | -          | -            | 20        |
| Mocreachi                      | 66,7%      | -          | 33,3%      | -          | -            | 6         |
| Composición total del distrito | 64,8%      | 15,3%      | 17,4%      | 0,5%       | 2,1%         | 48 000    |

El idioma de comunicación interétnica es el ruso (99,9% de la población habla al nivel de la primera o segunda lengua nativa).

## Economía

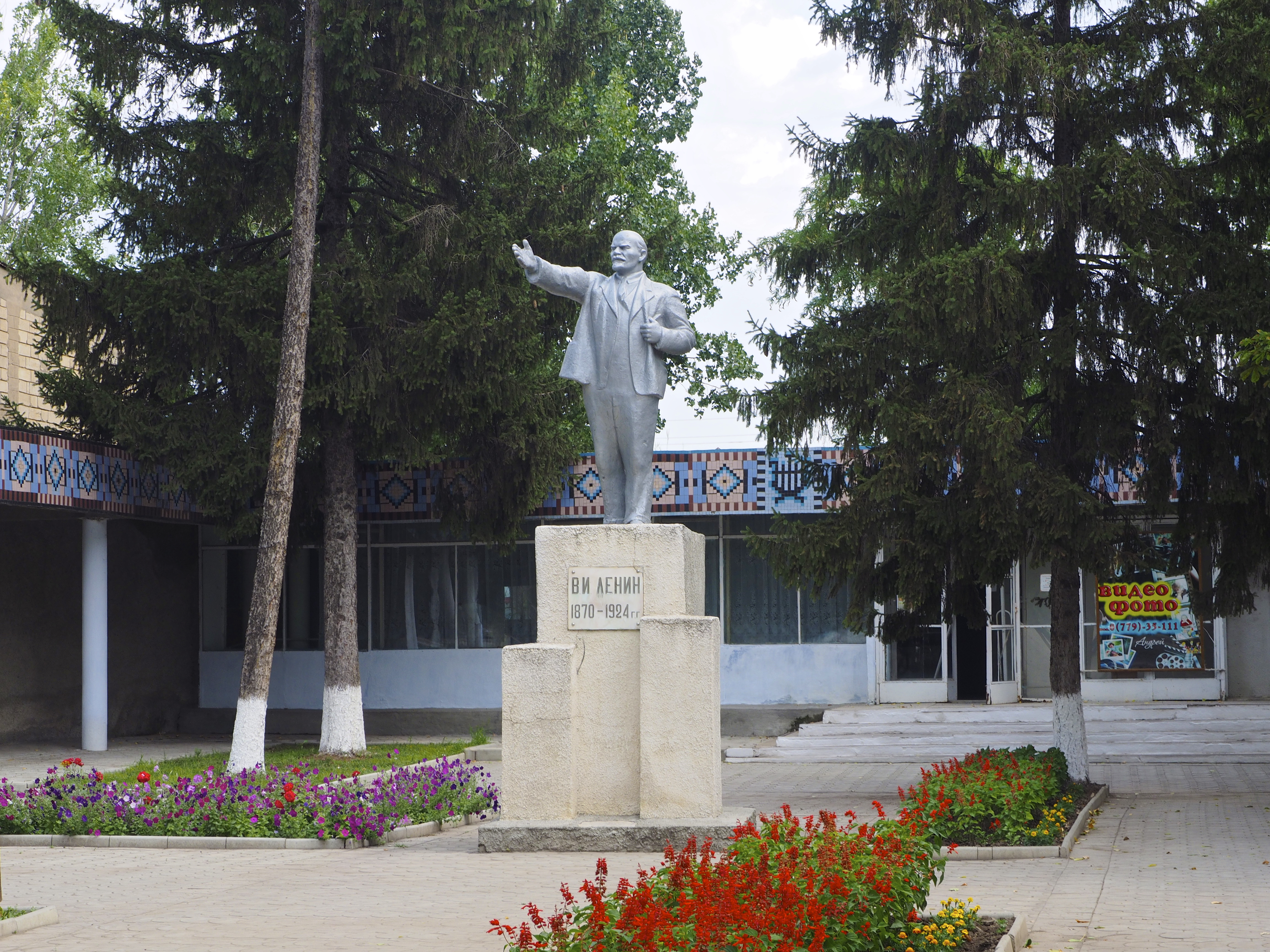
Estatua de Lenin en Grigoriópol

La agricultura es la rama básica de la economía. Entre el 50% y el 55% de la tierra cultivable se reserva para cereales, el 10-15% para girasol, el 5-6% para hortalizas, el 10-15% para vid y el resto para frutas. Entre 1995 y 1999, el único para el que hay información clara, parece que la producción agrícola total se redujo de 2 a 15 veces para las diversas categorías cultivadas. Prácticamente toda la agricultura de la república separatista se basa en la del distrito vecino del sur, el distrito de Slobozia y la del distrito de Râbnița, aunque Grigoriópol es un distrito cuya población es mayoritariamente rural.
Del producto interno bruto total del distrito, alrededor del 74% proviene de la agricultura y solo aprox. 8% de la industria. El resto del dinero proviene del transporte y las telecomunicaciones.

## Infraestructura
Hay 19 escuelas secundarias, 22 preescolares, un orfanato, 16 casas de cultura, 3 clubes, 26 bibliotecas, 3 escuelas de música, 1 escuela de arte, 2 museos, 1 cine y 7 grupos folclóricos en el distrito. En el distrito se han habilitado una escuela deportiva infantil y juvenil, un circuito de karts, 11 campos de fútbol y 26 instalaciones deportivas para la práctica deportiva. La red de instituciones médicas del distrito consta de 2 hospitales, 8 ambulatorios, 16 puntos médicos y obstétricos, un policlínico distrital, un policlínico infantil, una maternidad distrital y un policlínico dental. Hay 12 parroquias de la Iglesia Ortodoxa Rusa en el distrito.

## Personajes ilustres
- Andrei Borș (1908-1993): filólogo, lingüista y traductor soviético moldavo, que uno de los primeros críticos de cine en Moldavia y de los lingüistas más importantes defensores del idioma moldavo.
- Timofei Gurtovoi (1919-1981): director de orquesta, trombonista y profesor soviético moldavo que fue nombrado Artista del Pueblo de la URSS (1967).